# Bowie (Texas)
Bowie è un centro abitato degli Stati Uniti d'America situato nella contea di Montague dello Stato del Texas.
La popolazione era di 5.218 persone al censimento del 2010.

## Geografia fisica

### Territorio
Secondo lo United States Census Bureau, Bowie ha un total area of 5,52 miglia quadrate (14,3 km²).

### Clima
Il clima in questa zona è caratterizzato da estati calde ed umide e da inverni lievemente freddi. Secondo il sistema di classificazione dei climi di Köppen, Bowie ha un clima subtropicale umido.

## Società

### Evoluzione demografica
Secondo il censimento 2010, c'erano 5.218 persone e 2.489 unità abitative nella città. La densità di popolazione era di 945,6 persone per miglio quadrato. C'erano 2.090 nuclei familiari nella città. Il numero di componenti medio di un nucleo familiare era di 2,32 persone e quello di una famiglia era di 2,99. La composizione etnica della città era formata dal 91,9% di bianchi, lo 0,2% di afroamericani, l'1,0% di nativi americani, lo 0,7% di asiatici, lo 0,1% di isolani del Pacifico, e il 2,0% di due o più etnie. Ispanici o latinos di qualunque razza erano l'11,6% della popolazione. Il reddito medio di un nucleo familiare era di 33.846 dollari. Il reddito pro capite era di 19.063 dollari.

## Cultura

### Istruzione
La città è servita dal Bowie Independent School District nonché ramo del North Central Texas College.

## Galleria d'immagini

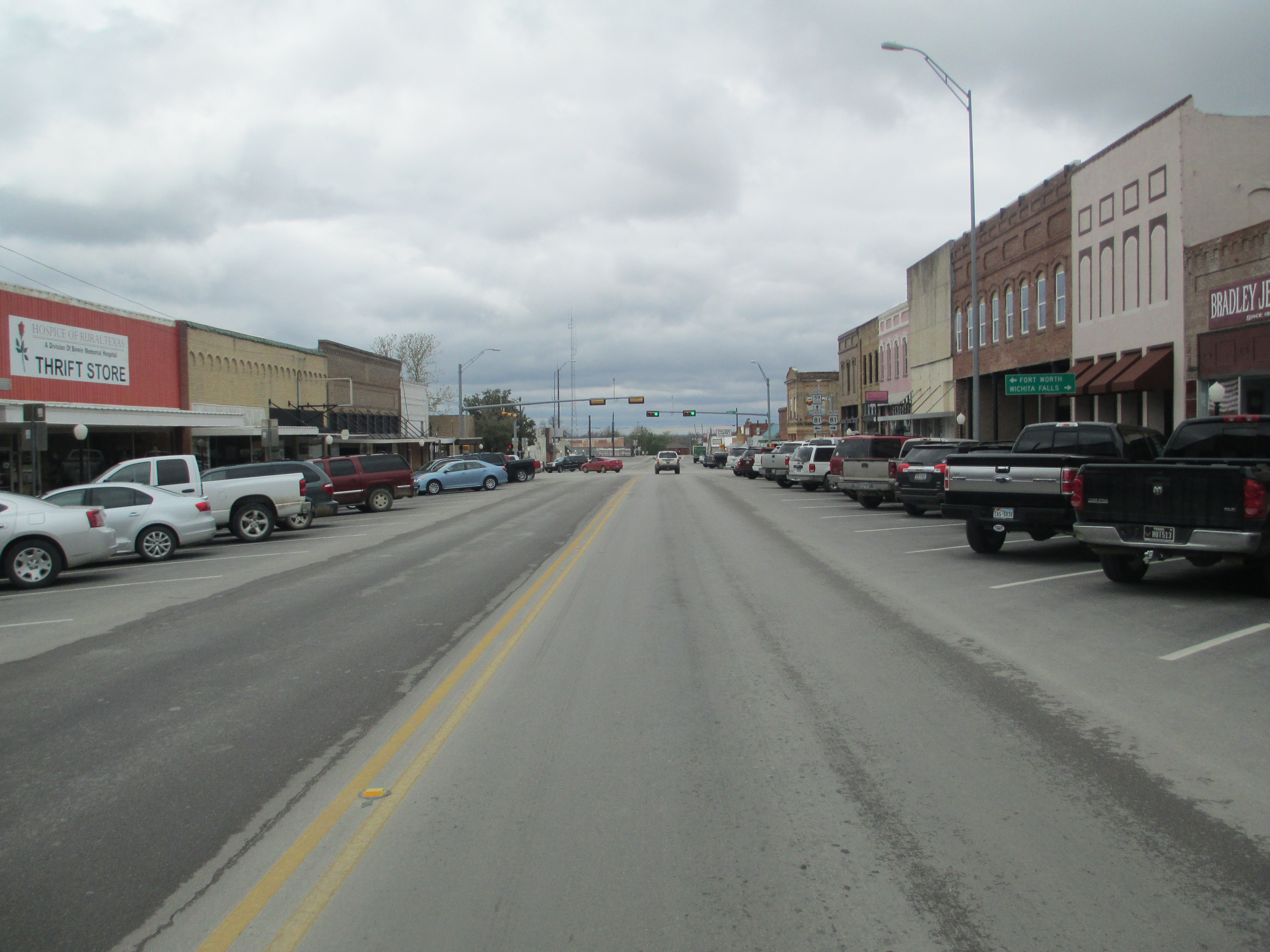
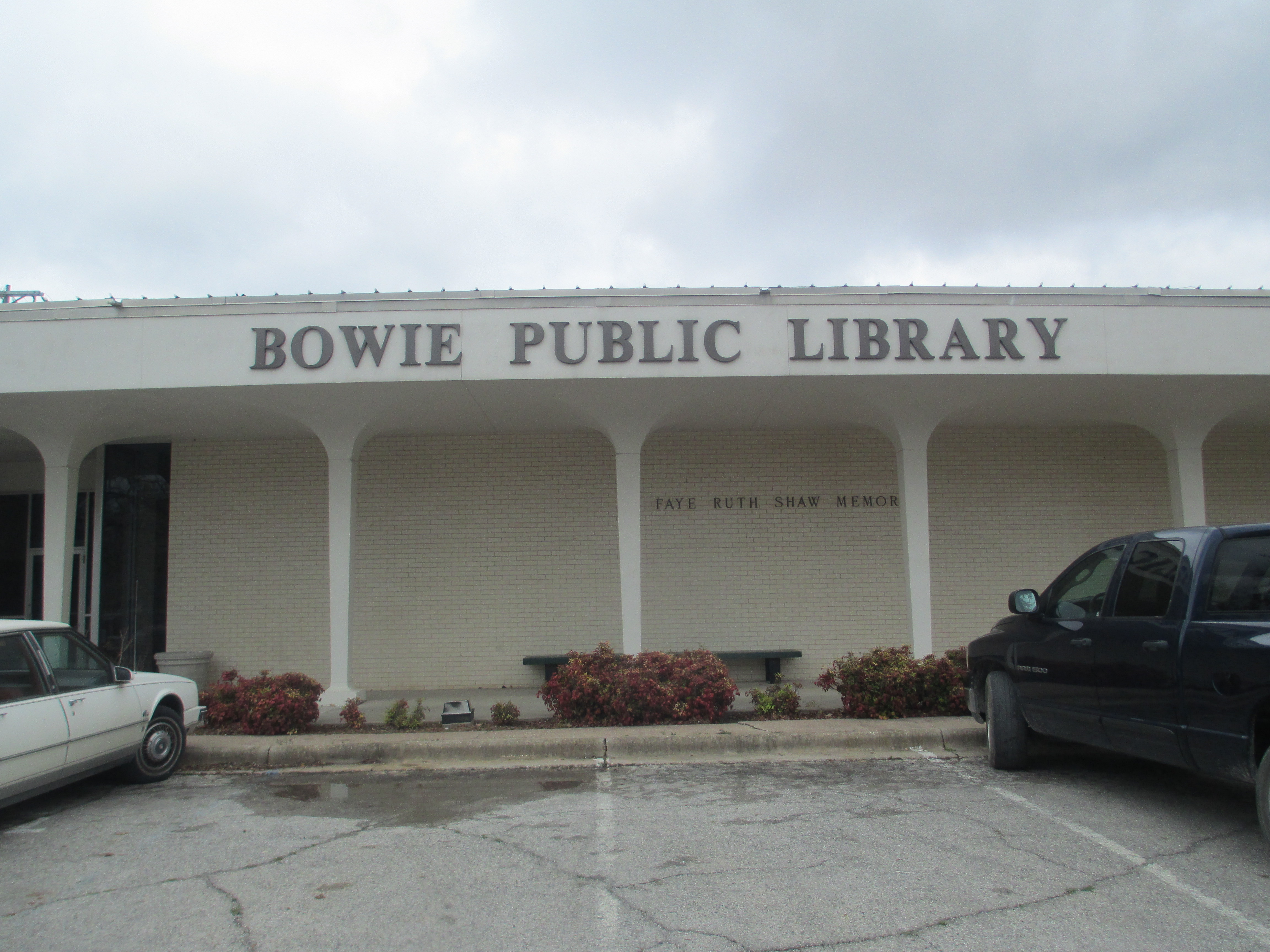
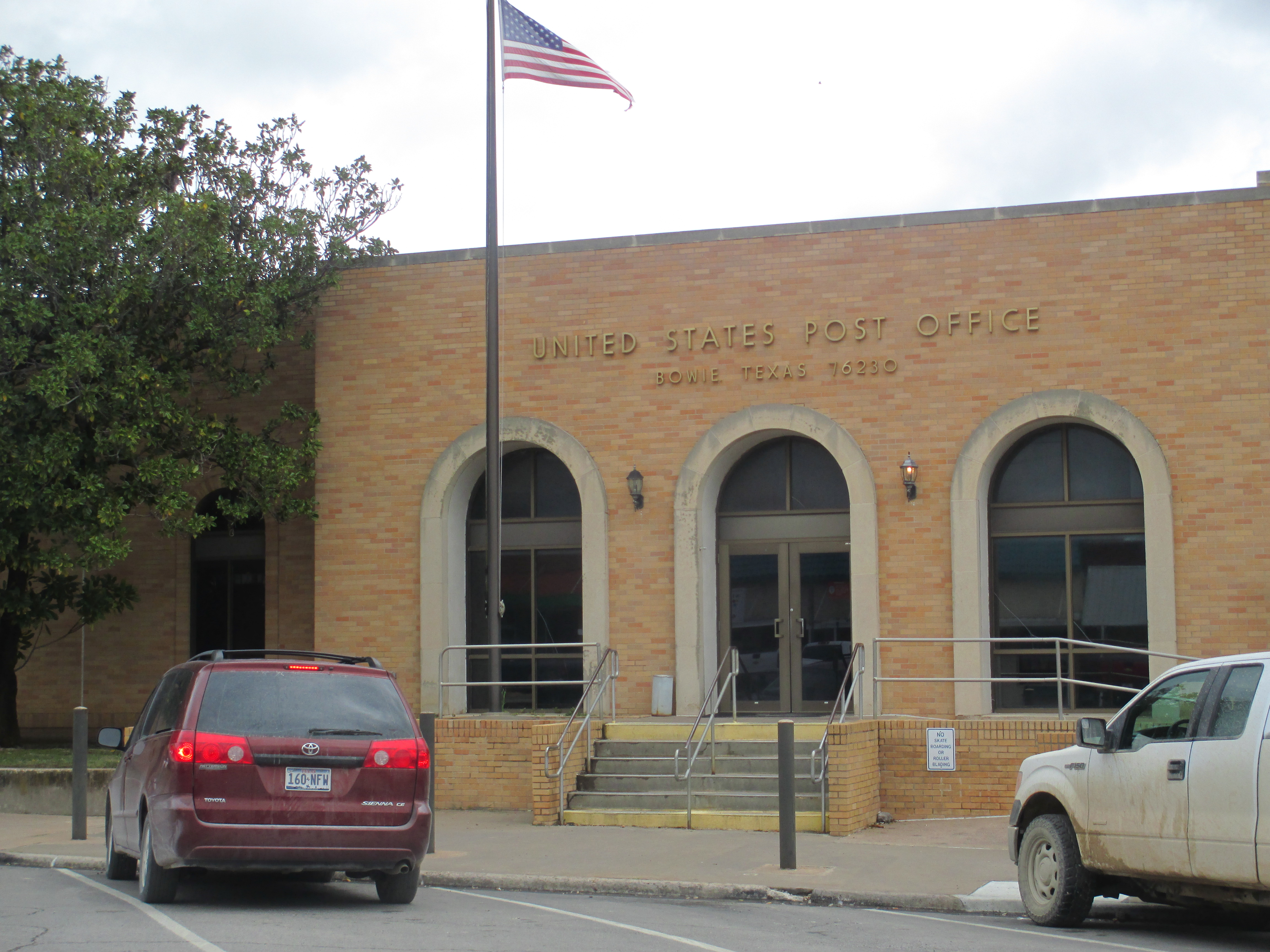
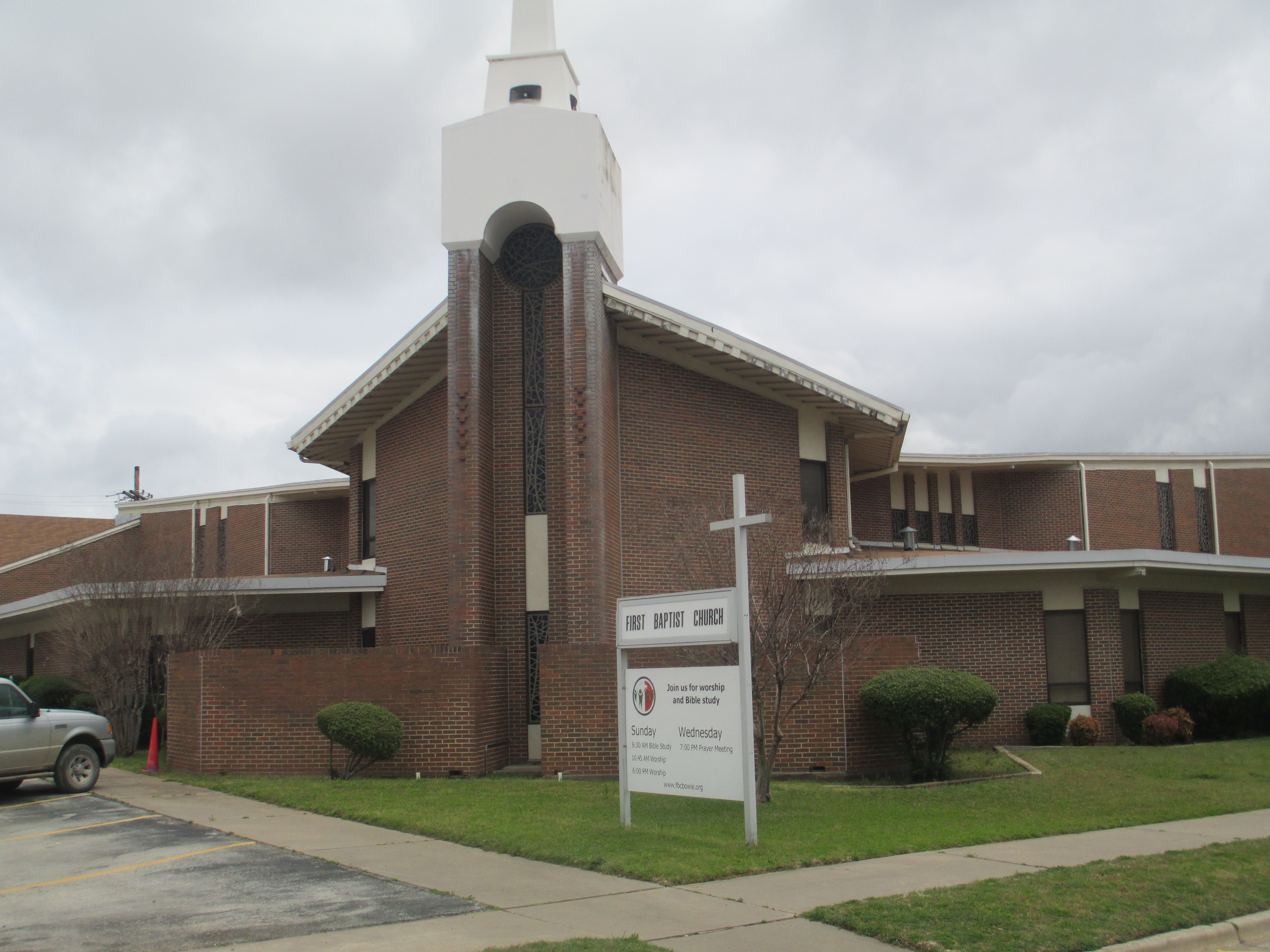
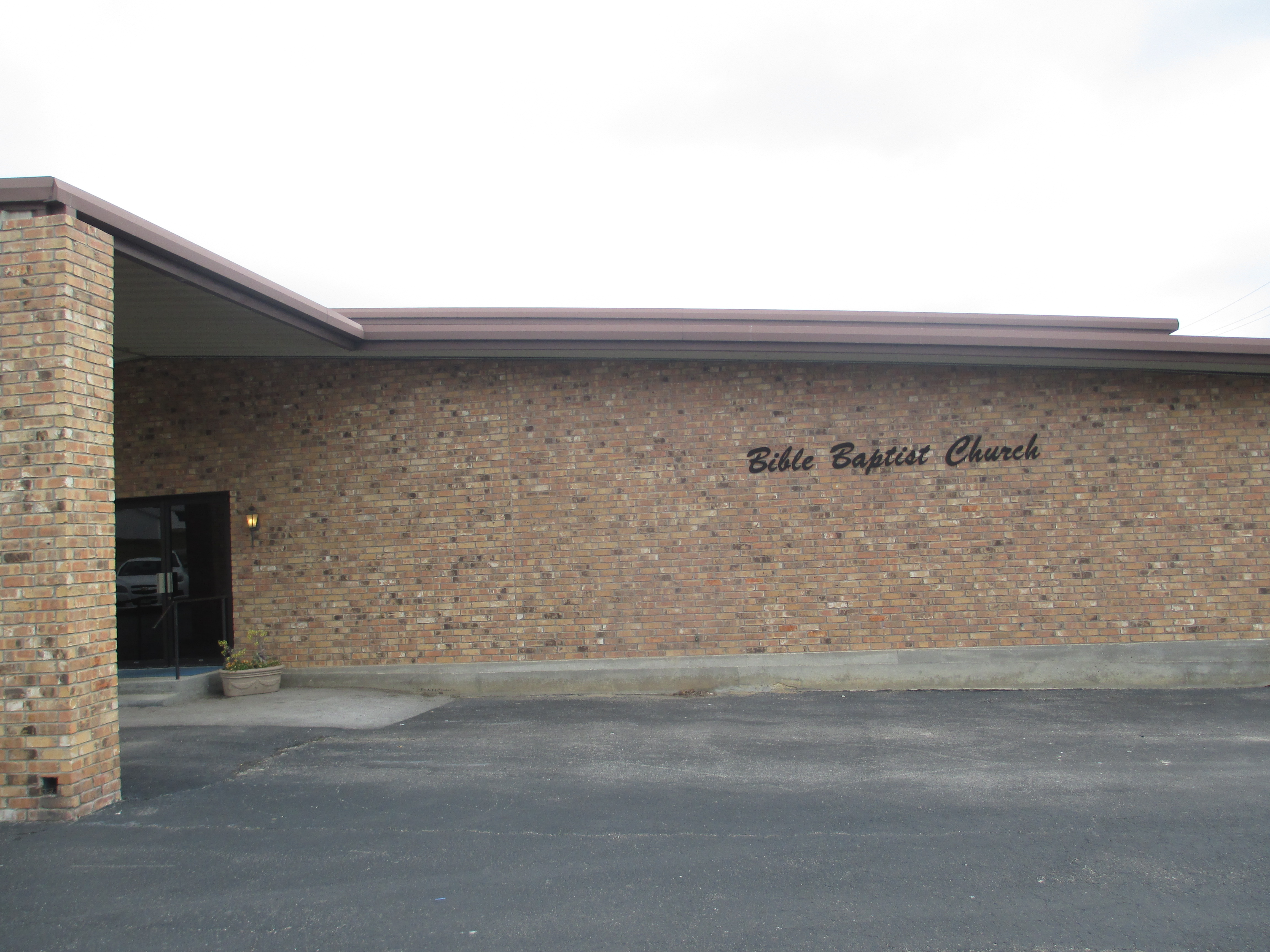
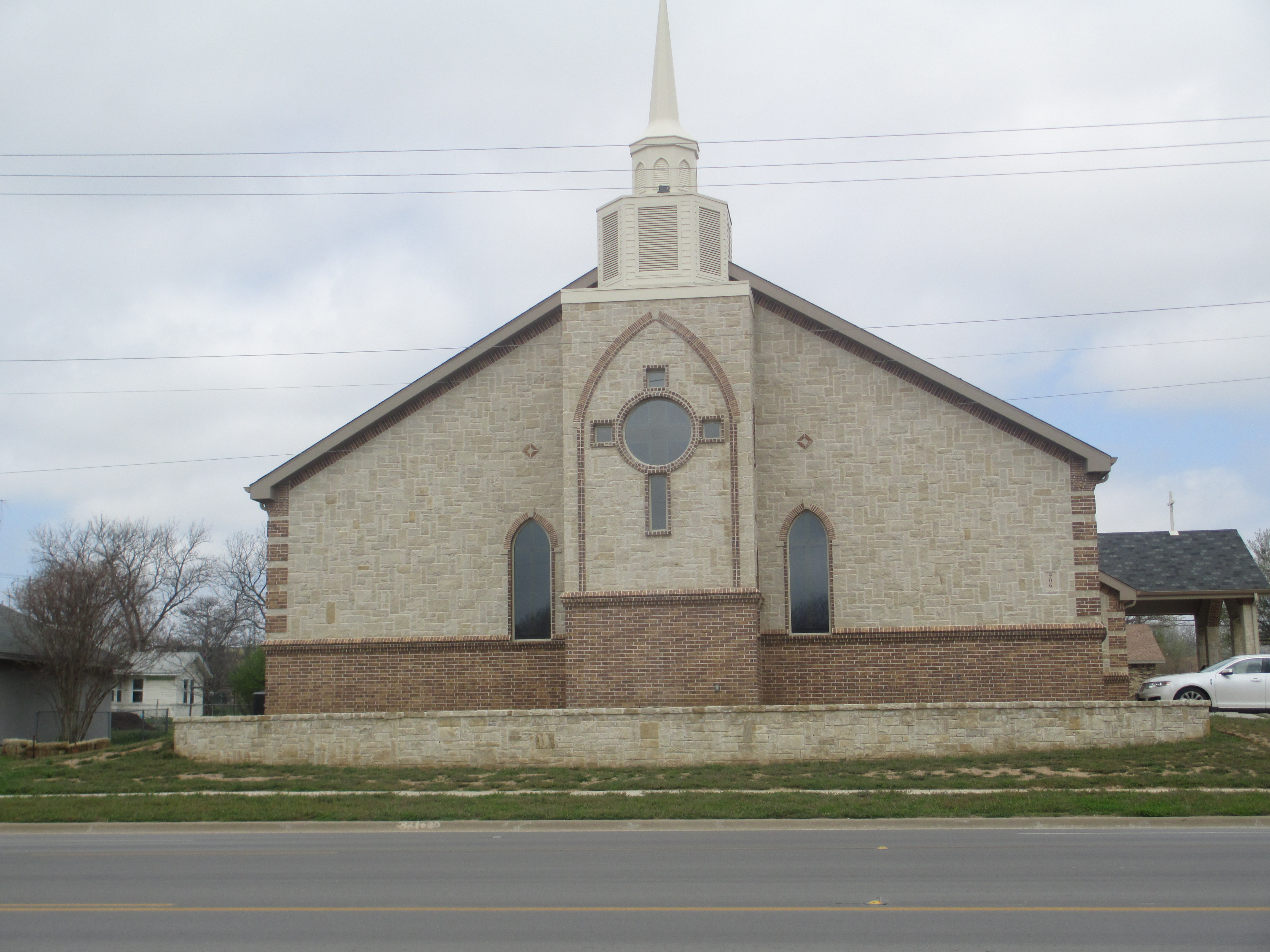